# 九龍巴士28A線
九龍巴士28A線是香港九龍一條已停運的巴士路線，往來樂華邨和觀塘碼頭，只在平日繁忙時間服務，假日停開。途經樂華邨、雲漢邨、樂意山（樂華邨方向，部分時間）、觀塘市中心及觀塘工業區。

## 歷史
- 1983年8月7日：本線開辦，提供每天全日往來牛頭角樂華邨及觀塘碼頭的巴士服務。
- 1984年11月22日：來回程取道較直接的康寧道，不再途經牛頭角道。
- 1993年4月5日：九巴調整車費，普遍增幅逾10%，本線全程收費由$1.4增至$1.6。
- 1994年4月25日：配合19A線取消服務，本線於平日星期一至六增設特別班次，往樂華方向途經功樂道。
- 1996年7月29日：改為祗在平日繁忙時間提供服務。
- 1997年12月1日：九巴調整車費，本線全程收費由$2.2增至$2.4。
- 1999年12月20日：增派空調巴士提供服務，空調全程收費$3.1。
- 2002年12月7日：改為全線空調服務，收費維持在$3.1。
- 2007年7月23日：取消平日星期六途經功樂道的特別班次。
- 2008年6月8日：九巴調整車費，本線全程收費由$3.1增至$3.3。
- 2011年5月15日：九巴調整車費，本線全程收費由$3.3增至$3.5。
- 2012年8月31日：九巴調整班次，由觀塘碼頭開出之尾班車延至9時55分，亦調整特別班次之開出時間。
- 2013年3月17日：九巴調整車費，本線全程收費由$3.5增至$3.7。
- 2013年3月28日：本線永久停駛，由小巴22A線及特別巴士路線28S（裕民坊單向前往樂華）取代。

## 使用狀況
1983年因應樂華邨入伙，九巴於該年8月7日開辨28A線由樂華邨經振華道、牛頭角道及觀塘市中心往返觀塘碼頭，以便當地居民往返牛頭角、觀塘市中心、觀塘工業區或轉乘渡輪前往香港島。由於路線繞經牛頭角道往返觀塘市中心需時，因此九巴於1984年11月22日將28A線改經較直接的康寧道前往觀塘市中心，而原有振華道及牛頭角道的服務則以延長九巴23M線至樂華邨取代，使乘客可在繁忙時間直接往返觀塘上下班。由於28A線改經康寧道往返觀塘碼頭，新路線與功樂道行經康寧道往返月華街的19A線服務大幅重疊，加上19A線的服務受專線小巴路線36（已取消）及36A的競爭，因此九巴於1994年4月25日取消19A線的服務，並加開兩班途經功樂道特別班次取替早上功樂道一帶學校的需求。1990年代，由於28A線樂華邨至觀塘市中心同樣與九龍區專線小巴22M線的服務重疊，而且小巴公司以低廉收費及頻密班次吸引乘客，加上香港工業北移及渡輪式微，使該線的客量大幅下降。因此路線於1996年7月29日改為只在平日繁忙時間提供服務，星期日及公眾假期則不設服務，後來亦將功樂道特別班次減至每日1班。在路線服務時間外往返樂華邨至觀塘工業區，需在觀塘市中心徒步或轉乘其他巴士路線前往。28A線於1999年12月20日因應巴士服務改善的需求，增設1輛空調巴士行走，為乘客提供空調巴士服務，而在2002年12月7日，全線改以空調服務。後來因應功樂道一帶學校的學生於早上上課需求大，巴士公司亦於2003年開始不斷加開早上途經功樂道的特別班次，由原來的1班增加至現時的4班。不過有關巴士公司只是在上課時間有較大學生需求，所以於2007年7月23日起，繞經功樂道班次，改為只在星期一至五行走，並於學校假期停開。

## 停駛
因本路線客量一直偏低，運輸署及九巴建議將本線及224M取消，改為開辦一條全新路線，提供彩雲道發展區（彩福邨、彩德邨、彩盈邨）往來觀塘市中心、九龍灣商貿區的直達巴士服務，運輸署於2012年9月27日於觀塘區議會交通及運輸委員會會議上提出該項重組建議，並獲得區議會通過，當時計劃合併後將新路線仍然稱為28A，最後正名為28B，於2013年3月28日起投入服務，同日起停辦本線，樂華往來觀塘碼頭的服務則由同日開辦的專線小巴22A（樂華至觀塘碼頭，循環線）取代，前往功樂道的早晨服務則由同日開辦的28S替代。

## 服務時間及班次
常規班次只在平日星期一至六提供服務，星期日及公眾假期停開。
- 樂華　　：0630-0935（每12-18分鐘一班）、1555-2015（每13-18分鐘一班）
- 觀塘碼頭：0645-0950（每10-18分鐘一班）、1615-2030（每13-18分鐘一班）

途經功樂道的班次只在平日星期一至五提供服務，星期六、日、公眾假期及學校假期停開。
- 觀塘碼頭：0720、0735、0745、0800

## 收費
全程：$3.7
設有12歲以下小童及65歲或以上長者半價優惠，接受八達通卡及輔幣付款，上車付款、輔幣不設找續。

## 行車里數及時間
- 全程行車里數：2.9公里
- 全程行車時間：約16分鐘

## 用車
本線由九龍灣車廠負責派車，以往曾先後採用丹尼士喝采巴士（N）和丹尼士統治者巴士（DM）為主力。加入空調巴士服務後，用車為3輛丹尼士巨龍9.9米（ADS）。
現時，一共有2輛巴士提供服務，以往用車有非低地台丹尼士飛鏢（AA）、丹尼士長矛（AN）和日本製造的三菱MK117J及MK217J型（AM）；由2010年7月起，因該線改派超低地台單層巴士服務，派往本線的車輛改為富豪B7RLE 12米（AVC）及超低地台丹尼士飛鏢（AA）。
九巴為節省資源，由2011年2月17日起，加入2輛斯堪尼亞K230UB 10.6米（ASB）超低地台單層巴士服務。

## 行車路線
樂華開經：樂華邨通道、振華道、康寧道、物華街、協和街、開源道及觀塘碼頭通道。
觀塘碼頭開經：偉業街、敬業街、茶果嶺道、鯉魚門道、觀塘道、協和街、同仁街、裕民坊、康寧道、功樂道、康寧道、振華道及樂華邨通道。
平日星期一至五07:20-08:00開出的班次才會駛經功樂道，公眾假期及學校假期除外。

## 車站
| 樂華開           | 樂華開           | 樂華開           | 觀塘碼頭開 | 觀塘碼頭開       | 觀塘碼頭開       |
| 車站             | 車站名稱         | 位置             | 車站       | 車站名稱         | 位置             |
| ---------------- | ---------------- | ---------------- | ---------- | ---------------- | ---------------- |
| 1                | 樂華巴士總站     | 樂華巴士總站     | 1          | 觀塘碼頭巴士總站 | 觀塘碼頭巴士總站 |
| 2                | 樂華南邨         | 振華道           | 2          | 敬業街           | 敬業街           |
| 3                | 康寧道公園       | 康寧道           | 3          | 成業街休憩公園   | 茶果嶺道         |
| 4                | 崇仁街           | 康寧道           | 4          | 裕民坊           | 裕民坊           |
| 5                | 物華街           | 物華街           | 5          | 崇仁街           | 康寧道           |
| 6                | 政府合署觀塘分署 | 協和街           | 6          | 康寧道遊樂場     | 康寧道           |
| 7                | 開源道           | 開源道           | #          | 寧波公學         | 功樂道           |
| 8                | 觀塘碼頭巴士總站 | 觀塘碼頭巴士總站 | #          | 凱德大廈         | 功樂道           |
|                  |                  |                  | #          | 慕光英文書院     | 功樂道           |
| 林景閣           |                  |                  | #          |                  | 功樂道           |
| 觀塘功樂官立中學 |                  |                  | #          |                  | 功樂道           |
| 7                | 康寧道公園       | 康寧道           |            |                  |                  |
| 8                | 樂華南邨         | 振華道           |            |                  |                  |
| 9                | 樂華巴士總站     | 樂華巴士總站     |            |                  |                  |

- 有#號之車站祇限只限繞經功樂道班次

## 外部連結
- 九巴28A線官方網站路線資料 （页面存档备份，存于）
- i-busnet.com--九巴28A號路線KMB Rt. 28A